# Parasesarma leptosoma
Parasesarma leptosoma is een krabbensoort uit de familie van de Sesarmidae. De wetenschappelijke naam van de soort is voor het eerst geldig gepubliceerd in 1869 door Hilgendorf.